# Караїмське слово (журнал)
«Караїмське слово»  — караїмський громадський та історико-літературний журнал, що випускався в столиці Литви - Вільнюсі з 1913 року (липень) і по 1914 рік (червень). Журнал друкувався російською мовою в друкарні братів Яловцер і призначався для всіх караїмів, що проживали на теренах Російської імперії. Перші номери шомісячника присвячувались пробудженню і розвитку національної самосвідомості караїмів.
Загалом вийшло 12 номерів, 6 з яких видавались 1913 року, і 3 здвоєних, які видавались впродовж 1914 року.
На жаль, під час Першої світової війни журнал перестав видаватись.